# Русин (Брянская область)
Русин — посёлок в Карачевском районе Брянской области, в составе Карачевского городского поселения. 

Расположен в 15 км к юго-западу от Карачева, в 3 км к югу от деревни Коптилово. Население — 1 человек (2010).

## История
Упоминается с 1920-х гг.; до 1954 года входил в Коптиловский сельсовет, в 1954—1960 и в 1989—2005 гг. — в Трыковском, в 1960—1989 — в Верхопольском сельсовете. 
 В 1970 году в состав посёлка была включена деревня Малая Акулова (ныне не существует).
| Годы      | 1926 | 1979 | 1989 | 2002 | 2010 |
| --------- | ---- | ---- | ---- | ---- | ---- |
| Население | 52   | 25   | 16   | 2    | 1    |